# Mazama (település)

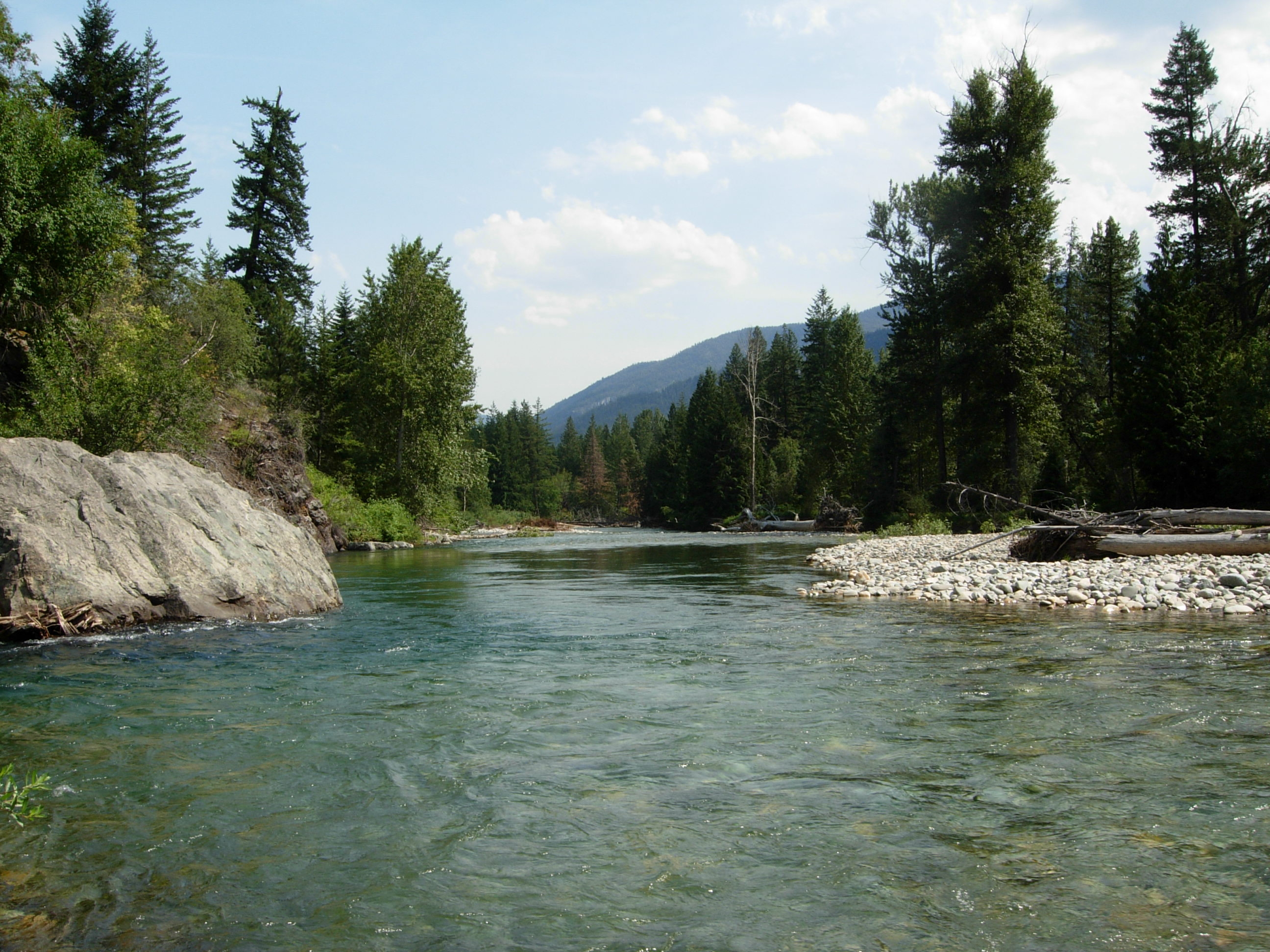
A Methow folyó

Mazama (kiejtése: məˈzæmə) az Amerikai Egyesült Államok északnyugati részén, Washington állam Okanogan megyéjében elhelyezkedő önkormányzat nélküli település.
A település a huszadik század elején elsődlegesen a környékbeli bányák (például Barron, Chancellor és Robinson) kiszolgálását végezte. A helység manapság népszerű turistacélpont, így már üzletek, szállások és éttermek is találhatók itt.
A 19. században a település a Goat Creek nevet viselte, amely a közeli hegy lábánál futó patakra utal. A Mazama név egy félrefordítás eredménye: a postahivatal 1899-es megnyitásakor a lakosok a „hegyikecske” szó görög megfelelőjére keresztelték volna a települést, azonban Edmond S. Meany gyűjtése alapján véletlenül a spanyol kifejezést választották. A mazama (nyársasszarvasfélék) nem elnevezése a navatl nyelv „mazatl” szavának többes számából ered.
A térségben hetven állat- (például északi tasakospatkány) és több növényfaj (például amerikai sárgafenyő) őshonos.

## Éghajlat
A település éghajlata kontinentális boreális (a Köppen-skála szerint Dsc).
| Hónap                                   | Jan.  | Feb.  | Már.  | Ápr.  | Máj. | Jún. | Júl. | Aug. | Szep. | Okt.  | Nov.  | Dec.  | Év    |
| --------------------------------------- | ----- | ----- | ----- | ----- | ---- | ---- | ---- | ---- | ----- | ----- | ----- | ----- | ----- |
| Rekord max. hőmérséklet (°C)            | 14,0  | 13,0  | 23,0  | 32,0  | 36,0 | 39,0 | 39,0 | 39,0 | 38,0  | 29,0  | 18,0  | 11,0  | 39,0  |
| Átlagos max. hőmérséklet (°C)           | −1,8  | 2,4   | 7,8   | 14,1  | 19,3 | 23,4 | 28,1 | 28,1 | 22,9  | 13,8  | 3,2   | −2,4  | 13,3  |
| Átlaghőmérséklet (°C)                   | −6,1  | −2,7  | 1,9   | 6,9   | 11,8 | 15,8 | 19,5 | 19,3 | 14,2  | 6,9   | −0,7  | −6,1  | 6,8   |
| Átlagos min. hőmérséklet (°C)           | −10,3 | −7,8  | −4,0  | −0,3  | 4,2  | 8,2  | 11,0 | 10,6 | 5,6   | −0,1  | −4,6  | −9,8  | 0,3   |
| Rekord min. hőmérséklet (°C)            | −36,0 | −29,0 | −22,0 | −12,0 | −7,0 | −3,0 | −3,0 | 0,0  | −7,0  | −13,0 | −26,0 | −44,0 | −44,0 |
| Átl. csapadékmennyiség (mm)             | 99    | 59    | 45    | 26    | 26   | 26   | 17   | 17   | 20    | 42    | 84    | 103   | 564   |
| Forrás: Western Regional Climate Center |       |       |       |       |      |      |      |      |       |       |       |       |       |

## Fordítás
Ez a szócikk részben vagy egészben  a   Mazama, Washington című angol Wikipédia-szócikk ezen változatának fordításán alapul.  Az eredeti cikk szerkesztőit annak laptörténete sorolja fel. Ez a jelzés csupán a megfogalmazás eredetét és a szerzői jogokat jelzi, nem szolgál a cikkben szereplő információk forrásmegjelöléseként.